# Klokočínské louky
Klokočínské louky jsou přírodní památka ve správních územích města Protivín a obce Skály v okrese Písek v Jihočeském kraji. Tvoří ji bezkolencové louky s výskytem vzácných a chráněných druhů rostlin (mimo jiné vrbina kytkokvětá, rozpuk jízlivý, žebratka bahenní) a živočichů (např. bekasina otavní).

## Historie
Plocha přírodní památky dlouhodobě slouží k zemědělství. Vodu z ní odvádí síť odvodňovacích kanálů, která existovala už v padesátých letech dvacátého století, ale vzhledem k zanedbané údržbě je většina kanálů zanesená, a funguje jen v omezené míře. V době před vyhlášením chráněného území sloužila část pozemků k pastvě koní. Dvě třetiny pozemků byly obhospodařovány pravidelně, ostatní jen příležitostně nebo vůbec.

## Přírodní poměry
Přírodní památka s rozlohou 34,49 hektarů leží v Českobudějovické pánvi v nadmořské výšce 374–378 metrů v katastrálních územích Protivín a Skály u Protivína.

### Abiotické poměry
Geologické podloží se skládá z pliocenních sedimentů ledenického souvrství, na kterých leží pleistocenní až holocenní písčité hlíny a hlinité písky. Sedimenty vyplňují třetihorní údolí tvořená horninami moldanubika. V geomorfologickém členění Česka přírodní památka leží v Českobudějovické pánvi, konkrétně v podcelku Putimská pánev a okrsku Kestřanská pánev. Okrsek je charakteristický rovinatým akumulačním reliéfem s občasnými výskyty hornin krystalinika v nivě Blanice.
Na sedimentech se z půdních typů vyvinuly především pseudogleje, které směrem k Blanici přechází k fluvizemi typické, a v terénních sníženinách se vyskytuje glej typický. Síť odvodňovacích kanálů odvádí vodu do Blanice.
V rámci Quittovy klasifikace podnebí se přírodní památka nachází v mírně teplé oblasti MT11, pro niž jsou typické průměrné teploty −2 až −3 °C v lednu a 16–17 °C v červenci. Roční úhrn srážek dosahuje 600–750 milimetrů, počet letních dnů je čtyřicet až padesát, počet mrazových dnů se pohybuje mezi 110 a 130 a sněhová pokrývka zde leží průměrně padesát až šedesát dnů v roce.

### Flóra

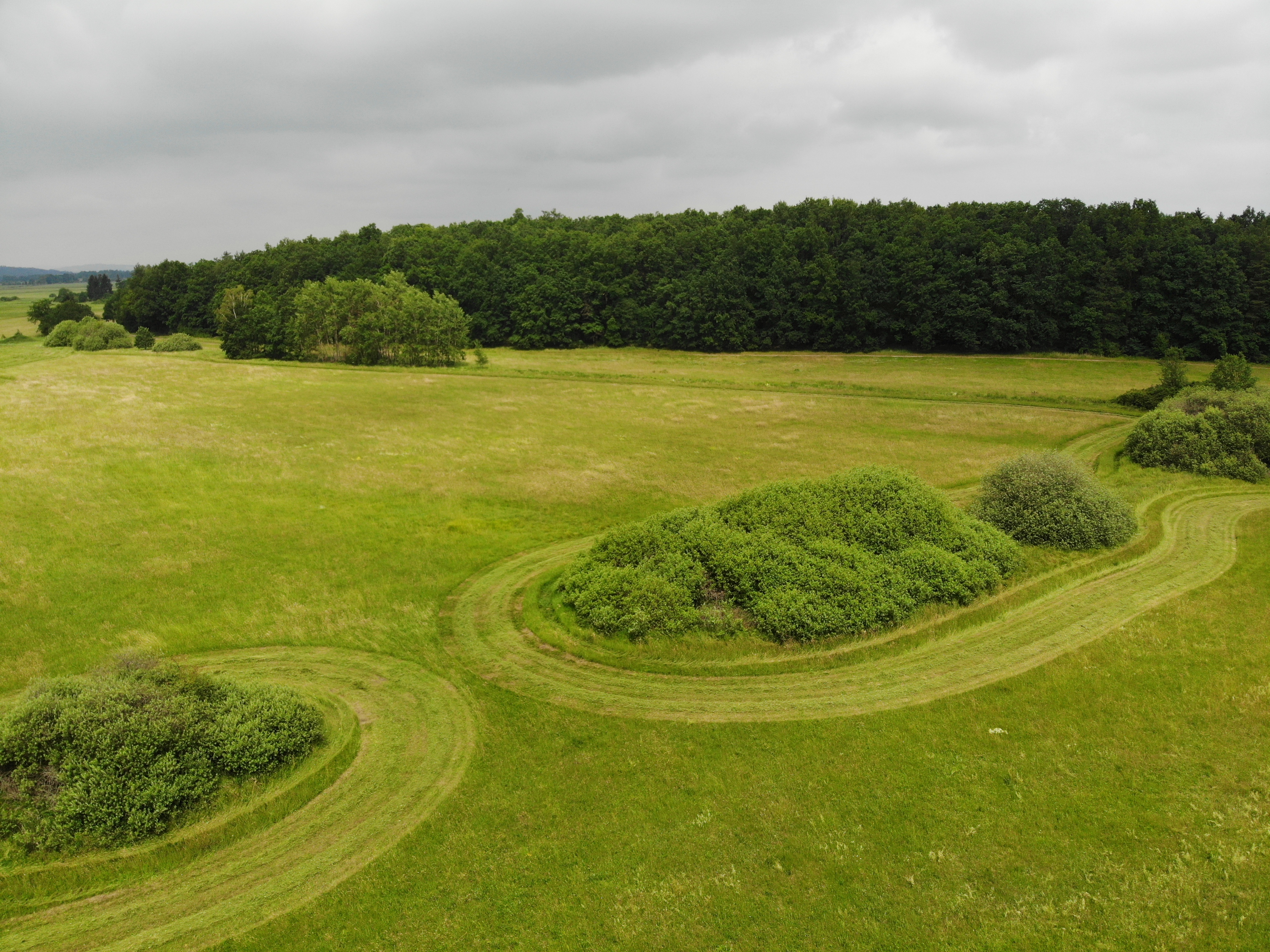
Klokočínské louky

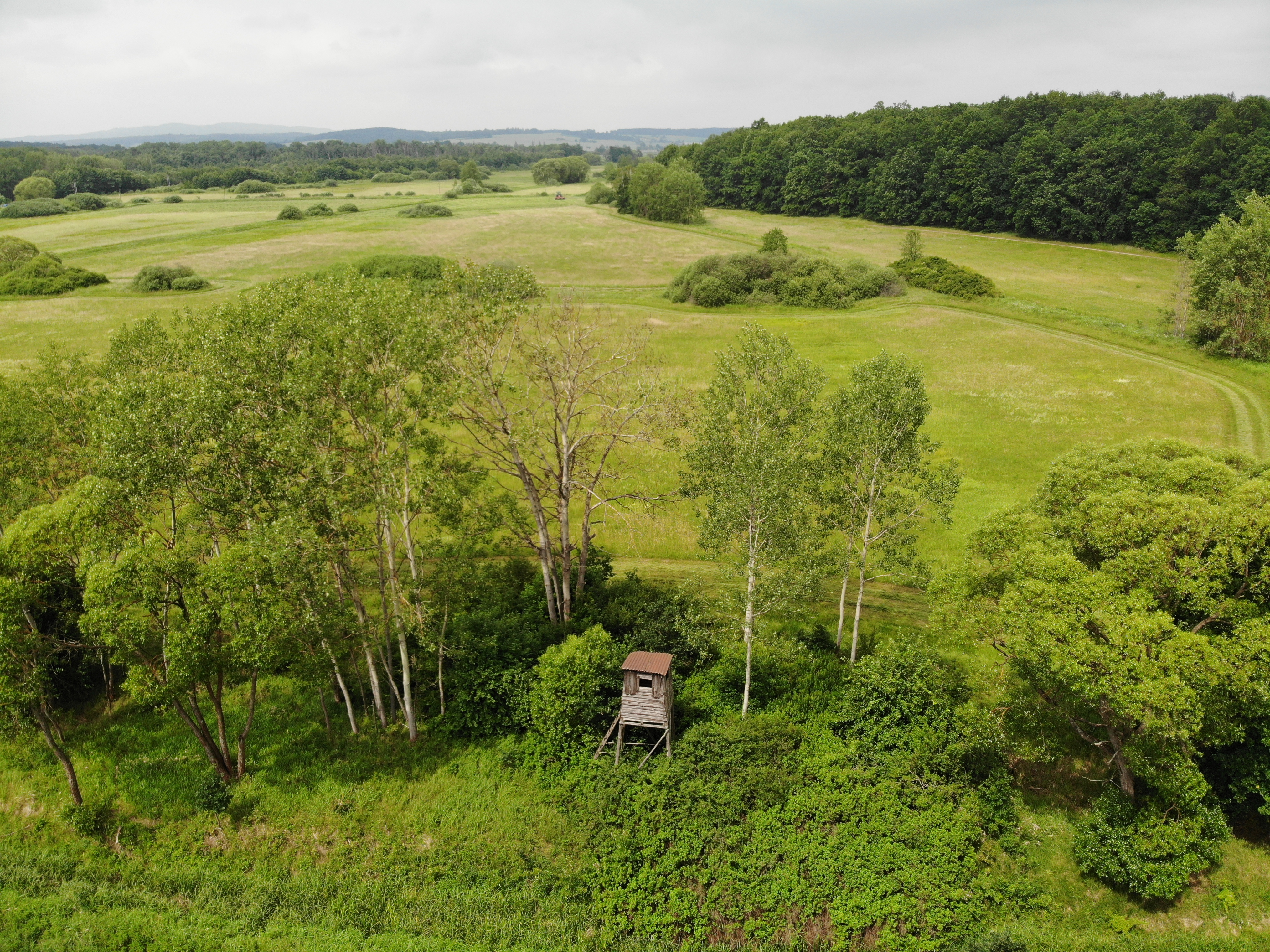
Klokočínské louky

Hlavní část území pokrývají bezkolencové louky svazu Molinion. Převažujícími druhy trav jsou metlice trsnatá (Deschampsia cespitosa), tomka vonná (Anthoxanthum odoratum) a medyněk vlnatý (Holcus lanatus). Dalšími typickými druhy jsou bukvice lékařská (Betonica officinalis), svízel severní (Galium boreale), srpice barvířská (Serratula tinctoria), olešník kmínolistý (Selinum carvifolia), řebříček bertrám (Achillea ptarmica) a čertkus luční (Succisa pratensis). Na vlhkých místech žijí společenstva vlhkých pcháčových luk a na severovýchodě přecházejí bezkolencové louky k psárkovým loukám. Z dřevin rostou jednotlivě podél příkopů převážně vrby, zejména vrba popelavá (Salix cinerea).
Ze vzácných a ohrožených druhů rostlin na loukách roste bahnička jednoplevá pravá (Eleocharis uniglumis subsp. uniglumis), vrbovka bahenní (Epilobium palustre), svízel severní, pomněnka různobarvá (Myosotis discolor), srpice barvířská (Serratula tinctoria), prstnatec májový (Dactylorhiza majalis), ptačinec bahenní (Stellaria palustris), pampeliška sličná (Taraxacum subalpinum), žluťucha lesklá (Thalictrum lucidum), kozlík dvoudomý (Valeriana dioica) a vzácně také kozlík výběžkatý přechodný (Valeriana excelsa nothosubsp. transiens) nebo rozrazil štítkovitý (Veronica scutellata).
Ve vlhkém prostředí v blízkosti odvodňovacích kanálů roste střice dvouřadá (Carex disticha), ostřice nedošáchor (Carex pseudocyperus), ostřice pobřežní (Carex riparia), rozpuk jízlivý (Cicuta virosa), pomněnka trsnatá (Myosotis caespitosa) a jilm vaz (Ulmus laevis). Přímo ve vodě jednoho z kanálů v západní části území se před vyhlášením přírodní památky vyskytovaly porosty bublinatky jižní (Utricularia australis) a okřehku trojbrázdého (Lemna trisulca), oba o velikosti několika metrů čtverečních. Na březích západní poloviny kanálu procházejícího celým územím rostlo několik desítek exemplářů vrbiny kytkokvěté (Lysimachia thyrsiflora) a žebratky bahenní (Hottonia palustris).

### Fauna
Chráněné území poskytuje útočiště řadě lučních druhů ptáků a obojživelníků. Před vyhlášením přírodní památky na loukách hnízdilo několik párů středně ohrožené bekasiny otavní (Gallinago gallinago). Za potravou na louky zalétali čáp bílý (Ciconia ciconia), moták pochop (Circus aeruginosus), krkavec velký (Corvus corax) a volavka bílá (Ardea alba). Z dalších ptáků byly pozorovány jednotlivé hnízdící páry jeřába popelavého (Grus grus), ťuhýka obecného (Lanius collurio), slavíka modráčka středoevropského (Luscinia svecica cyanecula), bramborníčka hnědého (Saxicola rubetra) a bramborníčka černohlavého (Saxicola rubicola).
Zazemněné odvodňovací kanály využívali k rozmnožování čolek obecný (Lissotriton vulgaris), kuňka obecná (Bombina bombina) a skokan zelený (Pelophylax esculentus). V suchozemské fázi života byly na loukách pozorováni jednotlivé exempláře ropuchy obecné (Bufo bufo), která se rozmnožuje v nedaleké Skalském a Klokočínském rybníce.
Při inventárním průzkumu v roce 2019 bylo na loukách zjištěno 245 druhů motýlů, z nichž je ochranářsky významná zejména malá populace píďalky vachtové (Orthonama vittata). Ke zvláště chráněným druhům motýlů v chráněném území dále patřili bourovec hlohový (Trichiura crataegi), bourovec prsténčivý (Malacosoma neustria), hřbetozubec dubový (Drymonia ruficornis), hřbetozubec topolový (Notodonta tritophus) a batolec červený (Apatura ilia). V západní části uzemí se hojně vyskytovala saranče mokřadní (Stethophyma grossum).

## Ochrana přírody
Chráněné území vyhlásil Krajský úřad Jihočeského kraje v kategorii přírodní památka s účinností od 25. března 2021. Přírodní památka se překrývá se stejnojmennou evropsky významnou lokalitou, jejíž rozloha je 29,7 hektarů a která byla vyhlášena v roce 2009. Předmětem ochrany je společenstvo bezkolencových luk na vápnitých, řašelinných nebo hlinito-jílovitých půdách, které tvoří asi 60 % rozlohy území. K předmětu ochrany patří také druhy rostlin (rozpuk jízlivý, prstnatec májový pravý, bahnička jednoplevá pravá, žebratka bahenní, vrbina kytkokvětá, ptačinec bahenní, pampeliška sličná a žluťucha lesklá) a živočichů (píďalka vachtová, čolek obecný, kuňka obecná a bekasina otavní).

## Přístup
Přírodní památkou vede modře značená turistická trasa z Protivína do Maletic. Souběžně s ní je značena cyklistická trasa Okolo Písku.